# Verminephrobacter
Verminephrobacter es un género de bacterias gramnegativas de la familia Comamonadaceae. Fue descrito en el año 2012. Su etimología hace referencia a gusano y riñón. Son bacterias aerobias, pudiendo ser móviles o no. Se trata de una bacteria simbionte asociada a los nefridios de las lombrices de tierra. 